# Mid-Continental Plaza
Le Mid-Continental Plaza est un gratte-ciel de style international haut de 178 mètres situé au 55 East Monroe Street dans le secteur financier du Loop à Chicago, dans l'État de l'Illinois aux États-Unis. Il a été achevé en 1972 et compte 49 étages.

## Description
La firme d'architectes Alfred Shaw and Associates a conçu le bâtiment, qui est le 62e plus haut bâtiment de Chicago. À l'origine, il était prévu de construire deux tours de verre teinté noir de 40 étages. Les 10 étages supérieurs du Mid-Continental Plaza ont été convertis en condominiums appelés « The Park Monroe ». Le bâtiment surplombe Grant Park, les installations culturelles de Millennium Park et le quartier historique de Michigan Boulevard District.